# Forcipomyia attonsa
Forcipomyia attonsa är en tvåvingeart som beskrevs av Maurice Emile Marie Goetghebuer 1950. Forcipomyia attonsa ingår i släktet Forcipomyia och familjen svidknott.
Artens utbredningsområde är Belgien. Inga underarter finns listade i Catalogue of Life.